# Municipalità locale di Mbizana
Mbizana è una municipalità locale (in inglese Mbizana Local Municipality) appartenente alla municipalità distrettuale di O. R. Tambo della  Provincia del Capo Orientale in Sudafrica. 
In base al censimento del 2001 la sua popolazione è di 245.731 abitanti.
La sede amministrativa e legislativa è la città di Bizana e il suo territorio si estende su una superficie di 2.416 km² ed è suddiviso in 25 circoscrizioni elettorali (wards). Il suo codice di distretto è EC151.

## Geografia fisica

### Confini
La municipalità locale di Mbizana confina a nord con quelle di Greater Kokstad (Sisonke/KwaZulu-Natal), uMuziwabantu e Ezinqoleni (Ugu/KwaZulu-Natal), a est con quella di Hibiscus Coast (Ugu/KwaZulu-Natal) e con l'Oceano Indiano, a sud e a ovest con quella di Ingquza Hill e a ovest con quella di Ntabankulu.

### Città e comuni
- Amadiba
- Amandela
- Amandengane
- Amangutyana
- Amantshangase
- Amapisi
- Bala
- Bizana
- Fort Donald
- Imizizi
- Magusheni
- Ngabeni
- Ntlenzi
- Ntshamate
- Redoubt
- Tsikelo
- Xesibe

### Fiumi
- Goxe
- Ludeke
- Mnyameni
- Mtamvuna
- Mtentu
- Mzamba
- Nqabeni
- Ntlakwe